# Lucas Masterpieces Moripe Stadium
Het Lucas "Masterpieces" Moripe Stadium is een multifunctioneel stadion in Atteridgeville, een voorstad van Pretoria in Zuid-Afrika. 
Het stadion wordt meestal gebruikt voor voetbalwedstrijden. De voetbalclubs Supersport United FC en Mamelodi Sundowns FC maken wel eens gebruik van dit stadion, alhoewel zij een anders stadion, Loftus Versfeld, meer gebruiken. In het stadion is plaats voor 28.900 toeschouwers. Het stadion is vernoemd naar Lucas Moripe, een Zuid-Afrikaanse voetbalspeler. Het stadion werd gerenoveerd in 2008.